# 天主教米杜士堡教區
天主教米杜士堡教區（拉丁語：Dioecesis Medioburgensis）是英國英格蘭一個羅馬天主教教區。範圍包括北約克郡、東約克郡和約克。屬利物浦總教區。
2011年，有88.400名教友，估轄區總人口7.5%，有76個堂區、145名司鐸、14名終身執事、66名修士、118名修女。現任主教為特倫斯·贊尼。1878年12月20日由天主教比華利教區分拆而成。